# Papiro 128

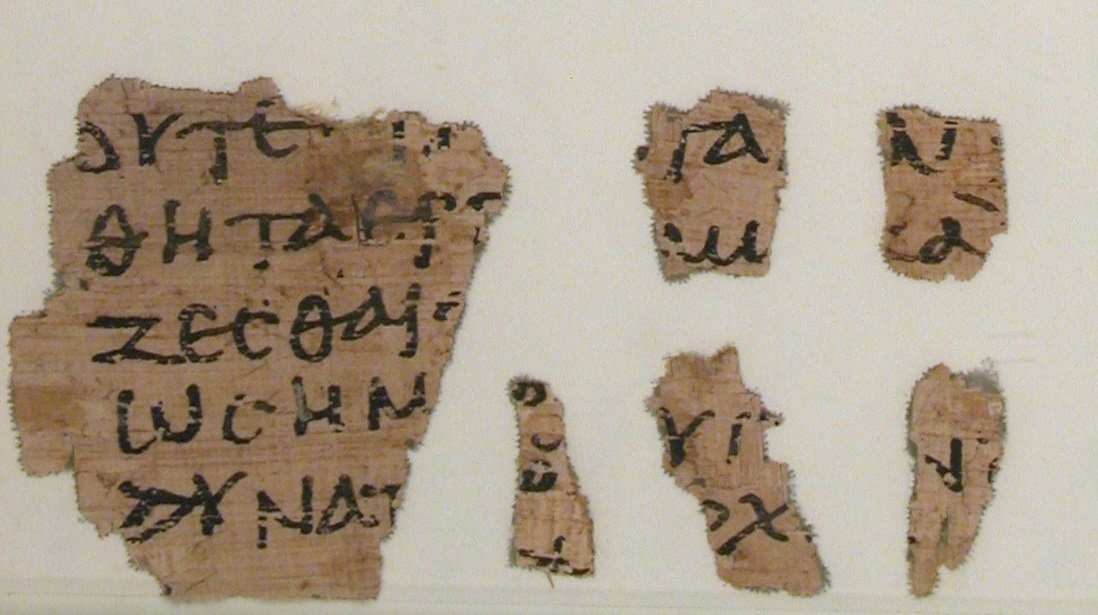
Papiro 128.

El Papiro 128 (en la numeración Gregory-Aland) designado como {\displaystyle {\mathfrak {P}}}128, es una copia antigua de una parte del Nuevo Testamento en griego. Es un manuscrito en papiro del Evangelio de Juan y contiene la parte de Juan 9:3-4; 12:16-18. Ha sido asignado paleográficamente a los siglos VI y VII.
Aún no ha sido relacionado con una categoría de las manuscritos del Nuevo Testamento.
Este documento se encuentra en el Museo Metropolitano de Arte (en inglés: Metropolitan Museum of Art o simplemente Met) (Inv. 14. 1. 527), en Nueva York.

### Lectura recomendada
- W. E. Crum, H. G. Evelyn-White, The Monastery of Epiphanius at Thebes, Metropolitan Museum of Art, Egyptian Expedition Publications IV, (New York, 1926), pp. 120-121. (transcription and collation).
- Ellwood M. Schofield, The Papyrus Fragments of the Greek New Testament, Southern Baptist Theological Seminary, Louisville, 1936, pp. 296-301